# 慕容瑤
慕容 瑤（ぼよう よう）は、五胡十六国時代の西燕の第4代皇帝。初代皇帝、慕容沖の子。『魏書』では慕容望と表記される。

## 生涯
父の慕容沖は前秦から長安を奪って西燕を建て、留まりたがったが鮮卑の故地に帰りたがった部下に反発され殺された。
西燕の建明元年（386年）、長安を離れ鮮卑の故地を目指した慕容凱が慕容韜により殺害されると、慕容瑤は慕容韜の兄の左僕射慕容恒の支援の下で皇帝に即位、建平と改元した。しかし人心を掌握できず、程なくして尚書の慕容永により囚われて殺害された。